# Rodolfo Amando Philippi
Rodolfo Amando (o Rudolph Amandus) Philippi (14 de setembre de 1808 – 23 de juliol de 1904) va ser un paleontòleg, botànic i zoóleg alemany/xilè.
Va marar de la seva Alemanya natal de ben jove cercant un clima mediterrani més favorable per a la seva mala salut. Es va recuperar i va fer treballs com Abbildungen (monografies il·lustrades). El seu germà Bernhard Eunom Philippi el va invitar a traslladar-se a Xile, l'any 1851, on va treballar pel govern. Va esdevenir professor de botànica i zoologia i el director del museu d'història natural, va col·laborar regularment amb Christian Ludwig Landbeck.
El seu net, Rodulfo Amando Philippi Bañados (1905-1969), també va ser zoòleg. En la nomenclatura zoològica el més vell se cita com "Philippi {Krumweide}" per diferenciar-lo del seu net "Philippi {Bañados}".
El Museo de la Exploración Rudolph Amandus Philippi a Valdivia (Xile) rep el seu nom.